# Лука-Мовчанська
Лука-Мовчанська — село в Україні, у Жмеринському районі Вінницької області.